# Giorgio Ursi
Giorgio Ursi (Gorizia, 1º settembre 1942 – Gorizia, 8 ottobre 1982) è stato un pistard italiano, medaglia d'argento nell'inseguimento individuale ai Giochi olimpici di Tokyo 1964.

## Carriera
Dopo la medaglia olimpica di Tokyo 1964, non passò professionista.

## Piazzamenti

### Competizioni mondiali
- Giochi olimpici estivi

Tokyo 1964 - Inseguimento individuale: 2º